# Opius marjorieae
Opius marjorieae är en stekelart som beskrevs av Papp 1983. Opius marjorieae ingår i släktet Opius och familjen bracksteklar. Inga underarter finns listade i Catalogue of Life.